# ФК «Болонья» в сезоні 1928—1929
ФК «Болонья» в сезоні 1928—1929 — сезон італійського футбольного клубу «Болонья».

## Склад команди
| № | Поз. | Нац.   | Гравець             |
| - | ---- | ------ | ------------------- |
|   | ВР   | Італія | Маріо Джанні        |
|   | ВР   | Італія | Парід Педретті      |
|   | ЗХ   | Італія | Феліче Гаспері      |
|   | ЗХ   | Італія | П'єтро Дженовезі    |
|   | ЗХ   | Італія | Ромільдо Маркателлі |
|   | ЗХ   | Італія | Еральдо Мондзельйо  |
|   | ПЗ   | Італія | Гастоне Бальді      |
|   | ПЗ   | Італія | Альфредо Пітто      |
|   | ПЗ   | Італія | Альберто Поцці      |
|   | ПЗ   | Італія | Фернандо Безолі     |
|   | ПЗ   | Італія | Гвідо Негріні       |

| № | Поз. | Нац.   | Гравець                  |
| - | ---- | ------ | ------------------------ |
|   | НП   | Італія | Антоніо Бузіні           |
|   | НП   | Італія | Федеріко Бузіні          |
|   | НП   | Італія | Джузеппе Делла Валле     |
|   | ПЗ   | Італія | Ніно Лоллі               |
|   | НП   | Італія | Джузеппе Мартеллі        |
|   | НП   | Італія | Ніно Коджоллі            |
|   | НП   | Італія | Джузеппе Муцціолі        |
|   | НП   | Італія | Бернардо Перін           |
|   | НП   | Італія | Анджело Ск'явіо          |
|   | НП   | Італія | Умберто Ді Джамберардіно |
|   | НП   | Італія | Педро Гальяні            |
|   | НП   | Італія | Карло Гілліні            |

## Чемпіонат Італії

### Група B
|  |     | Турнірна таблиця 1928—1929 — Група B | О  | І  | В  | Н | П  | М+ | М-  |
|  | --- | ------------------------------------ | -- | -- | -- | - | -- | -- | --- |
|  | 1.  | «Болонья»                            | 49 | 30 | 22 | 5 | 3  | 84 | 32  |
|  | 2.  | «Ювентус»                            | 41 | 30 | 16 | 9 | 5  | 76 | 25  |
|  | 3.  | «Брешія»                             | 41 | 30 | 18 | 5 | 7  | 67 | 35  |
|  | 4.  | «Дженова 1893»                       | 39 | 30 | 17 | 5 | 8  | 71 | 35  |
|  | 5.  | «Про Верчеллі»                       | 38 | 30 | 16 | 6 | 8  | 71 | 40  |
|  | 6.  | «Амброзіана»                         | 37 | 30 | 17 | 3 | 10 | 95 | 38  |
|  | 7.  | «Кремонезе»                          | 33 | 30 | 14 | 5 | 11 | 46 | 43  |
|  | 8.  | «Лаціо»                              | 29 | 30 | 13 | 3 | 14 | 47 | 39  |
|  | 9.  | «Наполі»                             | 29 | 30 | 11 | 7 | 12 | 61 | 64  |
|  | 10. | «Б'єллезе»                           | 27 | 30 | 11 | 5 | 14 | 34 | 56  |
|  | 11. | «Венеція»                            | 26 | 30 | 10 | 6 | 14 | 53 | 65  |
|  | 12. | «Пістойєзе»                          | 25 | 30 | 9  | 7 | 14 | 36 | 65  |
|  | 13. | «Верона»                             | 25 | 30 | 10 | 5 | 15 | 32 | 73  |
|  | 14. | «Фіумана»                            | 16 | 30 | 4  | 8 | 18 | 32 | 73  |
|  | 15. | «Реджана»                            | 13 | 30 | 3  | 7 | 20 | 51 | 103 |
|  | 16. | «Фіорентіна»                         | 12 | 30 | 5  | 2 | 23 | 26 | 96  |

- 30-09-1928, Болонья — Лаціо — 6-2
- 07-10-1928, Венеція — Болонья — 1-2
- 21-10-1928, Болонья — Реджана — 5-1
- 28-10-1928, Б'єллезе — Болонья — 1-1
- 01-11-1928, Болонья — Наполі — 5-1

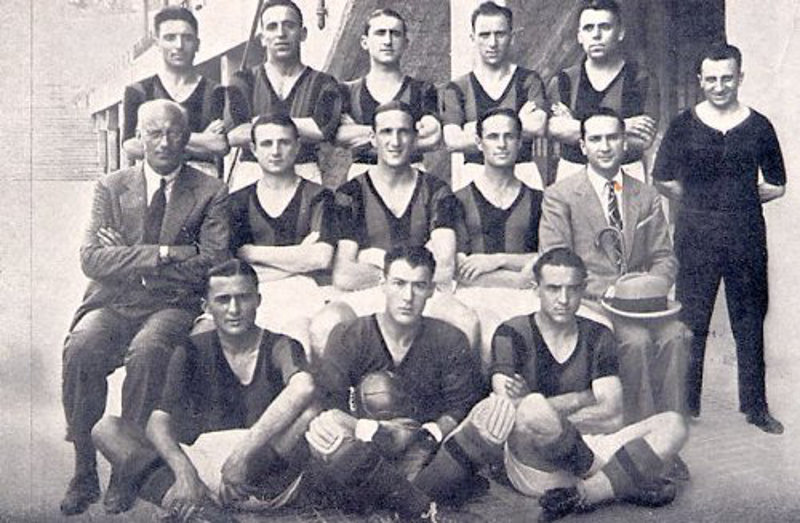
«Болонья» у сезоні 1928/29:
Верхній ряд: Федеріко Бузіні, Джузеппе Делла Валле, Анджело Ск'явіо, Антоніо Бузіні, Джузеппе Муцціолі
Середній ряд: Германн Фельснер (тренер), П'єтро Дженовезі, Гастоне Бальді, Альфредо Пітто
Нижній ряд: Еральдо Мондзельйо, Маріо Джанні, Феліче Гаспері

- 04-11-1928, Амброзіана-Інтер — Болонья — 1-1
- 18-11-1928, Болонья — Ювентус — 0-0
- 25-11-1928, Фіорентіна — Болонья — 2-3
- 09-12-1928, Болонья — Пістоєзе — 5-0
- 16-12-1928, Кремонезе — Болонья — 0-2
- 23-12-1928, Болонья — Про Верчеллі — 3-0
- 06-01-1929, Верона — Болонья — 1-6
- 13-01-1929, Болонья — Дженова — 3-1
- 20-01-1929, Фіумана — Болонья — 0-2
- 03-02-1929, Лаціо — Болонья — 0-1
- 10-02-1929, Болонья — Венеція — 3-0
- 17-02-1929, Реджана — Болонья — 3-9
- 24-02-1929, Болонья — Б'єллезе — 3-0
- 17-03-1929, Наполі — Болонья — 0-4
- 19-03-1929, Болонья — Брешія — 1-0
- 31-03-1929, Болонья — Амброзіана-Інтер — 3-1
- 14-04-1929, Ювентус — Болонья — 1-1
- 21-04-1929, Болонья — Фіорентіна — 3-0
- 12-05-1929, Болонья — Кремонезе — 6-0
- 19-05-1929, Про Верчеллі — Болонья — 2-0
- 26-05-1929, Болонья — Верона — 4-1
- 30-05-1929, Пістоєзе — Болонья — 0-0
- 02-06-1929, Дженова — Болонья — 3-0
- 09-06-1929, Болонья — Фіумана — 2-0
- 16-06-1929, Брешія — Болонья — 10-0

### Національний фінал
| 1-й матч 23 червня 1929 |

| «Болонья»                        | 3 – 1 | «Торіно»      |
| -------------------------------- | ----- | ------------- |
| Делла Валле 31' Ск'явіо 41', 58' |       | Лібонатті 86' |

| Болонья Арбітр: Ровіда (Мілан) |

«Болонья»: Маріо Джанні, Еральдо Мондзельйо, Феліче Гаспері, П'єтро Дженовезі, Гастоне Бальді, Альфредо Пітто, Федеріко Бузіні, Джузеппе Делла Валле, Анджело Ск'явіо, Антоніо Бузіні, Джузеппе Муцціолі.
«Торіно»: Вінченцо Босіа, Джованні Вінченці, Чезаре Мартін, Даріо Мартін, Енріко Коломбарі, Маріо Спероне, Лучіано Веццані, Адольфо Балонч'єрі, Хуліо Лібонатті, Джино Россетті, Франческо Францоні.
| 2-й матч 30 червня 1929 |

| «Торіно»      | 1 – 0 | «Болонья» |
| ------------- | ----- | --------- |
| Лібонатті 65' |       |           |

| Турин Арбітр: Ленті (Генуя) |

«Торіно»: Вінченцо Босіа, Фелічано Монті, Чезаре Мартін, Даріо Мартін, Енріко Коломбарі, Джузеппе Аліберті, Лучіано Веццані, Адольфо Балонч'єрі, Хуліо Лібонатті, Джино Россетті, Франческо Францоні.
«Болонья»: Маріо Джанні, Еральдо Мондзельйо, Феліче Гаспері, П'єтро Дженовезі, Гастоне Бальді, Альфредо Пітто, Федеріко Бузіні, Джузеппе Делла Валле, Анджело Ск'явіо, Антоніо Бузіні, Джузеппе Муцціолі.
Оскільки за регламентом для визначення переможця враховувалися лише набрані у матчах фіналу очки, за рівності очок було призначено додаткову гру.
Додатковий матч
| 7 липня 1929 |

| «Болонья»    | 1 – 0 | «Торіно» |
| ------------ | ----- | -------- |
| Муцціолі 82' |       |          |

| Рим Арбітр: Карраро (Падова) |

«Болонья»: Маріо Джанні, Еральдо Мондзельйо, Феліче Гаспері, П'єтро Дженовезі, Гастоне Бальді, Альфредо Пітто, Джузеппе Мартеллі, Джузеппе Делла Валле, Анджело Ск'явіо, Антоніо Бузіні, Джузеппе Муцціолі.
«Торіно»: Вінченцо Босіа, Фелічано Монті, Чезаре Мартін, Даріо Мартін, Енріко Коломбарі, Антоніо Янні, Лучіано Веццані, Адольфо Балонч'єрі, Хуліо Лібонатті, Джино Россетті, Франческо Францоні.

### Склад команди
| Воротар: Маріо Джанні (32), Паріде Педреті (1). Захисники: Еральдо Мондзельйо (31), Феліче Гаспері (31), Ромільдо Меркателлі (2). Півзахисники: П'єтро Дженовезі (30, 2), Гастоне Бальді (29, 6), Альфредо Пітто (28, 3), Альберто Поцці (16, 6), Фернандо Безолі (2), Гвідо Негріні (2). Нападники: Джузеппе Муцціолі (32, 8), Антоніо Бузіні (30, 17), Анджело Ск'явіо (29, 27), Джузеппе Делла Валле (20, 8), Федеріко Бузіні (17, 3), Джузеппе Мартеллі (14), Ніно Коджоллі (6,1), Ніно Лоллі (3), Умберто Ді Джамберардіно (2), Карло Гілліні (2), Бернардо Перін (1,1), Педро Гальяні (1). Тренер: Германн Фельснер. |

## Товариські матчі
| ТМ 25.12.1928 | «Болонья»                                        | 3:0        | «Адміра» | Болонья                                              |  |
| | Анджело Ск'явіо 30' 40' Джузеппе Делла Валле 72' | (протокол) |          | Стадіон: «Літторале» Глядачі: 10000 Суддя: Гамберіні |  |
| Болонья: Маріо Джанні, Еральдо Мондзельйо, Феліче Гаспері, П'єтро Дженовезі, Гастоне Бальді, Альфредо Пітто, Федеріко Бузіні, Джузеппе Делла Валле, Анджело Ск'явіо, Антоніо Бузіні, Джузеппе Муцціолі, тренер: Германн Фельснер Адміра: Фрідріх Францль — Георг Фоці, Антон Янда — Йоганн Клівіч, Антон Кох, Карл Шотт — Ігнац Зігль, Йоганн Кліма, Карл Штойбер, Антон Шалль, Франц Рунге, тренер: Йоганн Сколаут |                                                  |            |          |                                                      |  |

- 09-09-1928, Болонья — Спеція — 7-1
- 23-09-1928, Болонья — Падова — 4-2
- 04-10-1928, Болонья — Карпі — 5-0
- 14-10-1928, Болонья — Парма — 2-0
- 02-12-1928, Болонья — Луччезе — 8-0
- 01-01-1929, Болонья — Вікторія (Жижков) — 4-0
- 10-03-1929, Болонья — Ліворно — 4-2
- 09-05-1929, Болонья — Моденезе — 6-1